# Cantón de Limours
El cantón de Limours era una división administrativa francesa, que estaba situada en el departamento de Essonne y la región de Isla de Francia.

## Composición
El cantón estaba formado por doce comunas:
- Boullay-les-Troux
- Briis-sous-Forges
- Courson-Monteloup
- Fontenay-lès-Briis
- Forges-les-Bains
- Gometz-la-Ville
- Gometz-le-Châtel
- Janvry
- Les Molières
- Limours
- Pecqueuse
- Vaugrigneuse

## Supresión del cantón de Limours
En aplicación del Decreto nº 2014-230 de 24 de febrero de 2014, el cantón de Limours fue suprimido el 22 de marzo de 2015 y sus 12 comunas pasaron a formar parte; siete del nuevo cantón de Dourdan, cuatro del nuevo cantón de Gif-sur-Yvette cinco del nuevo cantón de Les Ulis.